# Grazie mille (programma televisivo)
Grazie mille è stato un programma televisivo italiano, in onda su Rai 1 dal 18 aprile 1994 al successivo 17 giugno, per un totale di 42 puntate.

## Il programma
Il programma era condotto da Nino Frassica, Daniela Conti, Michele Foresta e Ngoa Chai. Ospite fisso era Giovanni Cavaliere, il tenore di Domenica In con Pippo Baudo. 
Autori erano gli stessi Foresta e Frassica insieme a Francesco Licata. La direzione musicale era affidata a Gianni Conte, il regista era Alfredo Franco.